# Petőmihályfa
Petőmihályfa község Vas vármegyében, a Vasvári járásban.

## Fekvése
A Kemenesháton, a Sárvíz mellett fekszik, a 7442-es és a 7443-as utak szétágazásánál; közigazgatási területének északi peremvidékét érinti a 7441-es út is. Vasvártól 9 kilométerre délre, Zalaegerszegtől 19 kilométerre északra helyezkedik el, mindkét várossal közvetlen autóbuszjáratok kötik össze.

## Története
1308-ban Myhalfolua néven említik először. Nevét egykori, Mihály nevű birtokosáról kapta. 1391-ben Poss. Mihalfelde, 1399-ben Poss. Mihalyfalua néven szerepel az írott forrásokban. A Hidvégieké és gersei Petőké volt.
A középkori Mihályfalva területén feküdt Márványkő egykori vára. 1405 körül Gersei Pető János kezdte építeni fából. 1440-ben Szécsi János ostrommal foglalta el Erzsébet királyné részére, de I. Ulászló 1441 márciusában visszafoglalta és visszaadta a Petőknek. Árkai ma is láthatók.
Vályi András szerint „PETŐMIHÁLYFA. Elegyes falu Vas Vármegyében, földes Ura Gróf Festetits Uraság, lakosai katolikusok, határja meglehetős termésű.”
Fényes Elek szerint „Pető-Mihályfa, magyar falu, Vas vármegyében, Egervárhoz 2 óra: 338 kath. lak. Van szép szőlője, erdeje, legelője. F. u. gr. Festetics László. Ut. p. Vasvár.”
Vas vármegye monográfiája szerint „Pető-Mihályfa, régi nemesi magyar község, 65 házzal és 444 r. kath. és ág. ev. vallású lakossal. Postája Andrásfa, távírója Győrvár. Kath. temploma nagyon régi időkből való. Földesura a Festetich -család volt.”

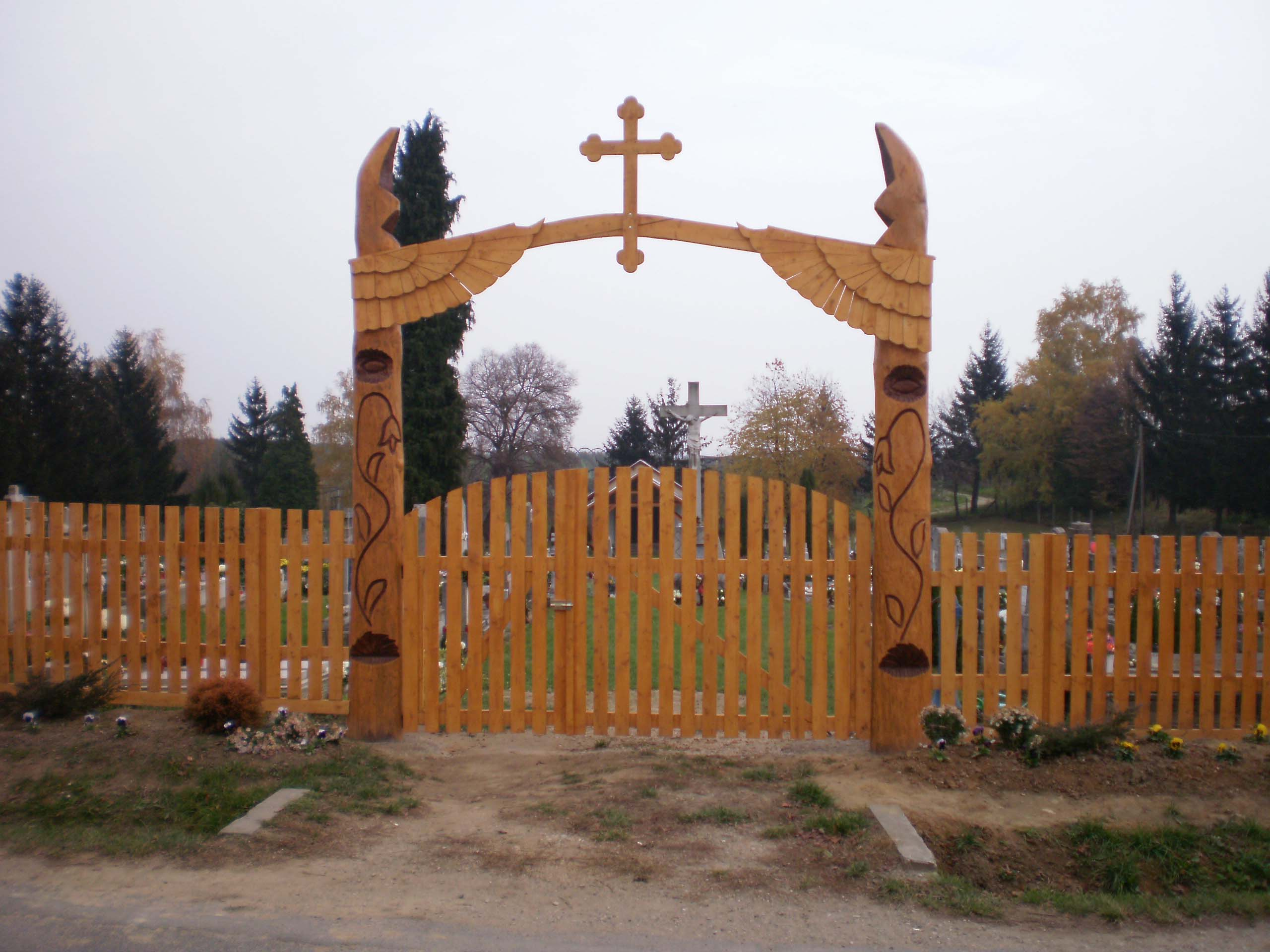
temető

## Közélete

### Polgármesterei
- 1990–1994: Molnár József (független)[7]
- 1994–1998: Molnár József (független)[8]
- 1998–2002: Molnár József (független)[9]
- 2002–2006: Molnár József (független)[10]
- 2006–2010: Márton László (független)[11]
- 2010–2014: Kovács Ernő (független)[12]
- 2014–2019: Kovács Ernő (független)[13]
- 2019–2024: Budai Győzőné (független)[14]
- 2024– : Budai Győzőné (független)[1]

## Népesség
A település népességének változása:
| Lakosok száma | 203  | 209  | 209  | 214  | 201  | 201  | 203  |
|               | 2013 | 2014 | 2015 | 2021 | 2022 | 2023 | 2024 |

A 2011-es népszámlálás során a lakosok 95,1%-a magyarnak, 1,3% cigánynak mondta magát (4,9% nem nyilatkozott; a kettős identitások miatt a végösszeg nagyobb lehet 100%-nál). A vallási megoszlás a következő volt: római katolikus 82,3%, református 2,7%, evangélikus 0,4%, felekezet nélküli 3,1% (10,6% nem nyilatkozott).
2022-ben a lakosság 89,6%-a vallotta magát magyarnak, 2% németnek, 1% egyéb, nem hazai nemzetiségűnek (9% nem nyilatkozott; a kettős identitások miatt a végösszeg nagyobb lehet 100%-nál). Vallásuk szerint 55,7% volt római katolikus, 2,5% református, 0,5% evangélikus, 2% egyéb keresztény, 4,5% egyéb katolikus, 4,5% felekezeten kívüli (30,3% nem válaszolt).

## Nevezetességei
- Római katolikus temploma.
- Szent Bertalan kápolna

## Híres emberek
Itt született 1936. augusztus 16-án Rózsa Béla kritikus, újságíró, az Életünk c. folyóirat főszerkestő helyettese.

## Külső hivatkozások
- Petőmihályfa az utazom.com honlapján
- A község térképe Archiválva 2007. november 10-i dátummal a Wayback Machine-ben